# Oklopljeni krokodil
Oklopljeni krokodil (lat. Crocodylus cataphractus) je vrsta gmaza iz reda krokodila. Staništa su mu jezera i jezerski ekosustavi, riječni ekosustavi i slatkovodna područja.

## Opis
Ovaj krokodil je male do srednje veličine, običnom oko 2,5 metra duljine, s maksimalnom duljinom tijela 4,2 metra. Ima usku, specijaliziranu njušku, po kojoj nalikuje orinoškom krokodilu. Broj zubi varira mu između 64 i 70.

## Način života
Ishrana mu se prvenstveno sastoji od ribe, malih vodenih beskralježnjaka, zmija i žaba. Kao i ostali krokodili, mogu jesti i veći plijen, naravno, ako je on dostupan. 
Utvrđeno je da sezona parenja traje od ožujka do srpnja. Jaja se polažu u gomile biljnog materijala na obalama malih šumskih potoka, koji su redovito poplavljeni. U biljnom gnijezdu nalazi se 13-27 jaja, koja se izlegnu tijekom takvih poplava, što im omogućuje direktan pristup vodi. U zatočeništvu je uočeno da majka brani gnijezdo. O roditeljskoj skrbi za mladunce nema puno podataka. 

## Rasprostranjenost
Vrsta ima stanište u DR Kongu, Republici Kongo, Mauretaniji, Maliju, Nigeriji, Kamerunu, Zambiji, Angoli, Tanzaniji, Beninu, Burkini Faso, Srednjoafričkoj Republici, Čadu, Obali Slonovače, Ekvatorijalnoj Gvineji, Gabonu, Gani, Gvineji, Liberiji, Sijera Leoneu i Togu. Vrsta je možda izumrla u Gambiji, Gvineji Bisao i Senegalu. Podaci o rasprostranjenosti ove vrste su nedovoljni, pa se još ne zna status zaštite.